# Japenoides oudella
Japenoides oudella är en tvåvingeart som först beskrevs av H. Oldroyd 1949.  Japenoides oudella ingår i släktet Japenoides och familjen bromsar. Inga underarter finns listade i Catalogue of Life.